# Marija Polivanova
Marija Semionovna Polivanova, in russo Мария Семёновна Поливанова? (Naryškino, 24 ottobre 1922 – Sutoki, 14 agosto 1942), è stata una militare sovietica, cecchino dell'Armata Rossa durante la seconda guerra mondiale.
Fu uccisa in azione insieme a Natal'ja Kovšova il 14 agosto 1942 e insignita postuma del titolo di Eroe dell'Unione Sovietica il 14 febbraio 1943.

## Biografia
Nacque il 24 ottobre 1922 da una famiglia russa nel villaggio di Naryškino. Dopo il diploma dirige una sala lettura in una fattoria collettiva. Trasferitasi nel villaggio di Novye Gorki nell'oblast' di Mosca, trovò lavoro in fabbrica. Nel gennaio 1940 lavorò come segretaria nel reparto di saldatura dell'Istituto nazionale di tecnologie aeronautiche di Mosca. Contemporaneamente frequentò la scuola serale con l'obiettivo di superare l'ammissione all'Istituto di aviazione di Mosca.

## Carriera
Si arruolò nell'Armata Rossa nel giugno 1941, dopo l'invasione tedesca dell'Unione Sovietica. Inizialmente fu incaricata della guardia notturna come osservatrice su un tetto, seguì l'addestramento per cecchini, conseguito in agosto. In ottobre si arruolò come volontaria nella 3ª Divisione di fucilieri di Mosca, un gruppo Narodnoe opolčenie creata per difendere Mosca dai bombardamenti tedeschi. Nel gennaio 1942 fu trasferita al 528º reggimento fucilieri sul fronte nord-occidentale dove conobbe Natal'ja Kovšova, entrambe si affermarono come abili cecchini e rispettati istruttori del battaglione.
Nel febbraio 1942, Marija fu inviata al fronte. La sua unità fu in grado di bloccare le postazioni e le installazioni di mitragliatrici nemiche. Nella battaglia di Rutchevo, sotto il pesante fuoco nemico, riuscì a portare in salvo molti soldati feriti della sua unità. Tra marzo e maggio 1942 fu ferita in battaglia e portata in un ospedale da campo, dove fu raggiunta dalla Kovšova due giorni dopo.
Il 14 agosto 1942, nei pressi di Sutoki-Byakovo, Marija e Natal'ja furono circondate dalle truppe tedesche. Le due si uccisero facendosi esplodere con le granate, causando anche gravi perdite ai tedeschi. Il 14 febbraio 1943 furono insignite postume del titolo di Eroe dell'Unione Sovietica per il servizio esemplare, il coraggio e l'eroismo.

## Memoria

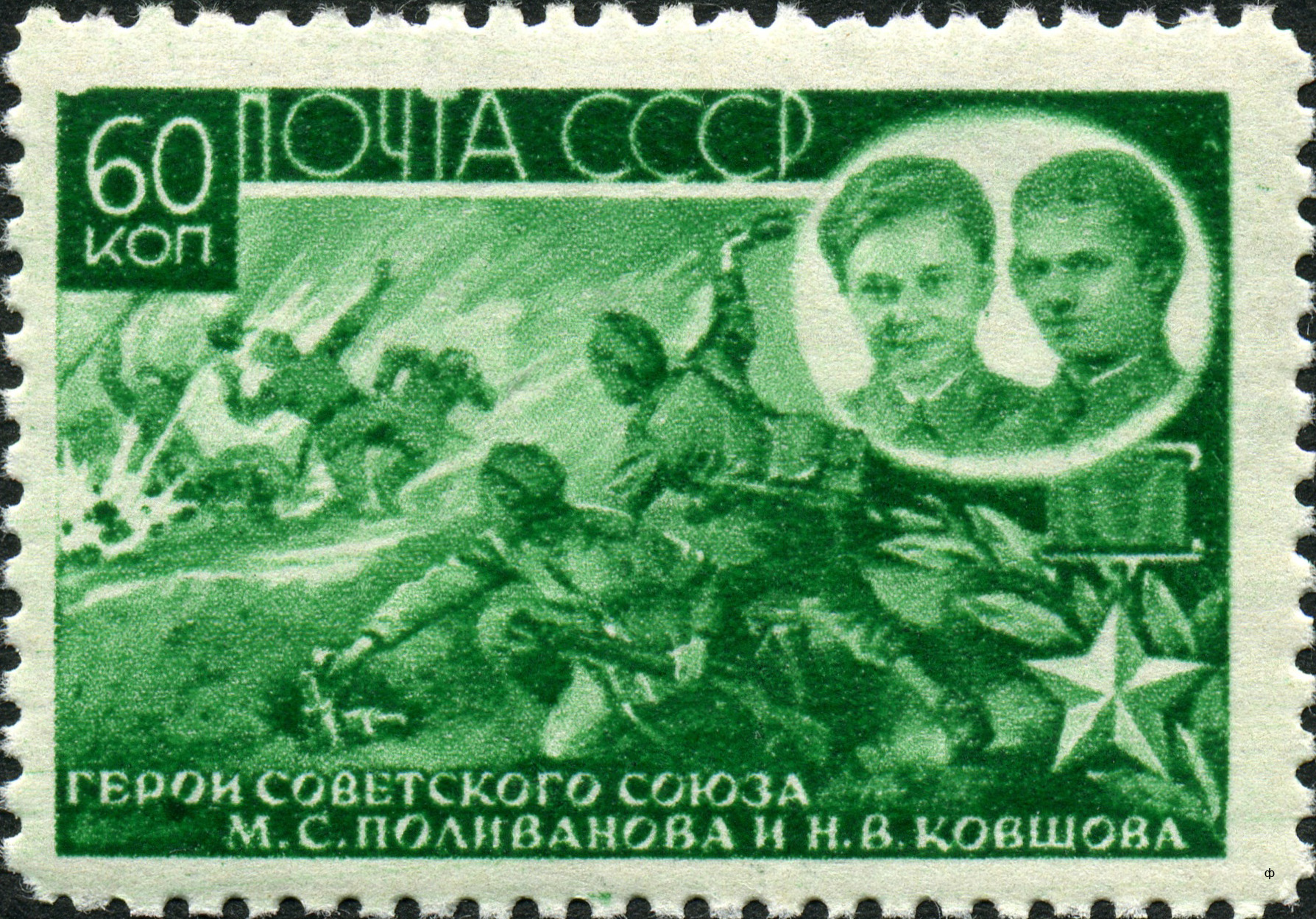
Francobollo sovietico del 1944 raffigurante l'ultima resistenza di Marija Polivanova e Natal'ja Kovšova.

Un francobollo sovietico, emesso nel 1944, raffigura Polivanova e Kovšova nella loro ultima battaglia.
L'artista E. M. Blinova negli anni '70 ha dedicato a Marija Polivanova e Natal'ja Kovšova la scultura "Per la Madrepatria", in memoria delle loro imprese. Custodita nel Museo di storia militare Lenino-Snegirëvskij, è andata perduta in un incendio nel 2010.
Le sono state dedicate alcune strade nelle città di Aleksin, Maryovo, Mosca, Sebastopoli, Surgut e Zaluchye.